# Koichiro Tomita
| Asteroidi scoperti: 9 | Asteroidi scoperti: 9 | Asteroidi scoperti: 9 |
| --------------------- | --------------------- | --------------------- |
| 2252 CERGA            | 1º novembre 1978      |                       |
| 3056 INAG             | 1º novembre 1978      |                       |
| 3765 Texereau         | 16 settembre 1982     |                       |
| 4051 Hatanaka         | 1º novembre 1978      |                       |
| 8788 Labeyrie         | 1º novembre 1978      |                       |
| 8986 Kineyayasuyo     | 1º novembre 1978      |                       |
| 11258 Aoyama          | 1º novembre 1978      |                       |
| (32738) 1978 VT1      | 1º novembre 1978      |                       |
| (69234) 1978 VO2      | 1º novembre 1978      |                       |

Koichiro Tomita (冨田弘一郎; 16 febbraio 1925 – 22 maggio 2006) è stato un astronomo giapponese.
Il suo nome può anche essere letto Hiroichiro, ma "Koichiro" è il più usato. È stato membro dell'Unione Astronomica Internazionale .
È autore di un libro sulle comete, scritto in giapponese, che è stato tradotto e pubblicato in Russia nel 1982. Tomita ha scoperto alcuni asteroidi ed è stato uno dei coscopritori della cometa C/1964 L1 Tomita-Gerber-Honda. 
L'asteroide 2391 Tomita è battezzato in suo onore .